# Piper achupallasense
Piper achupallasense é uma espécie de planta com flor da família Piperaceae. É endêmica do Equador.

## Distribuição
É uma planta arbustiva endêmica do páramo no sul do Equador. Recolhido apenas uma vez, em 1943, ao longo do ribeiro de Achupallas, na província de Zamora Chinchipe. Nenhum espécime desta espécie é encontrado em museus equatorianos.

## Taxonomia
Piper achupallasense foi descrito por Truman George Yuncker e publicado em The Piperaceae of Northern South America 1: 288–289, f. 253. 1950.